# 詹姆士·霍尔斯堡
詹姆士·霍尔斯堡，也作詹姆士·豪斯伯格（英語：James Horsburgh，1762年9月23日—1836年5月14日），苏格兰水文地理学家，担任过英国东印度公司的船长和水文师。

## 生平

他於1835年出版的中国东海岸海图

- 1762年，出生在苏格兰法夫市海滨小镇Elie。[2]:32
- 1778年，16岁时出海当水手，在英法交战中，被法军俘虏于敦刻尔克。获释后，先后参加了去西印度群岛和印度加尔各答的航行，从事贸易活动。
- 1786年5月，作为英国东印度公司Atlas号的大副，参加了从巴达维亚（今印尼雅加达）到斯里兰卡的航行，途中由于海图的错误，航船在印度洋的迪戈加西亚岛触礁沉没。逃过这场灾难后，他立志要绘制精确的海图。
- 1796 - 1805年，指挥安娜号（Anna）往返于英国、孟买和中国之间。
- 1805年，回到英国，根据其积累的原始航海资料和21年的航海经验，开始撰写《印度指南》（全称“东印度，中国，澳大利亚，好望角及巴西航行与中间港口指南”）。
- 1806年，当选为英国皇家学会会员。
- 1809年，《印度指南》第一版出版发行，立即成为19世纪上半叶东方航路的标准航行指南。其后多次修订再版。
- 1810年，在亚历山大·达尔林普尔去世后两年，詹姆士·霍尔斯堡被任命为英国东印度公司水文师。
- 在这个岗位上直到去世前不久，他绘制了大量新的海图，其中最后一幅图是关于中国东海岸的，上面标注了中、英文地名。
- 1836年5月14日，因胸膜积水而病逝。[3]

## 南海探测

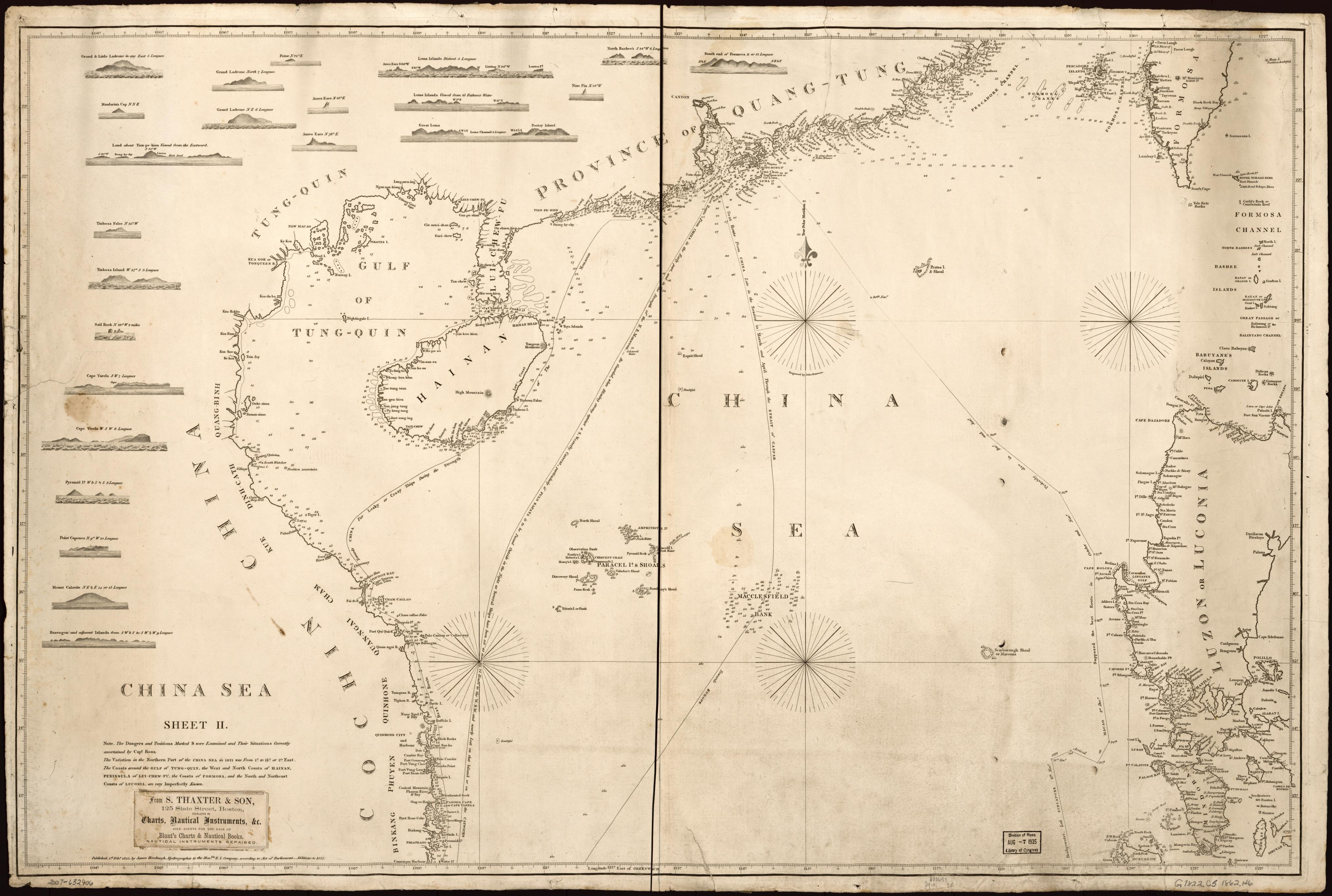
他於1823年出版的中國海圖。圖上標示了東沙島（Pratas）、西沙群島（Paracel）與中沙群島的黄岩岛（Scarborough Shoal）

- 《印度指南》记述了英国船Sea Horse（海马）号和Luconia（吕宋）号分别于1776年和1803年在北纬4°57′，东经112°28′的方位发现一浅滩，定为婆罗洲离岸礁。暗礁水深1.5英寻。Luconia Breakers（吕宋号分浪礁）由此得名，即今天的琼台礁。[4]:430

- 1804年，詹姆士·霍尔斯堡在南海航行时遭遇大风暴，于是将南威岛命名为Storm Island (风暴岛)。这是西方国家首次记录了现在的南威岛。[4]:270[5]然而，后来的英国航海家理查德·斯普拉特利的观测记录具有更高的知名度，因而南威岛被命名为斯普拉特利岛（Spratly Island），整个南沙群岛也被命名为斯普拉特利群岛（Spratly Islands）。

## 著作年表
《印度指南》被誉为“世界的航海奇迹”（Nautical Miracle of the World），霍尔斯堡以宗教般虔诚和仁爱精神笔耕不辍，生前不断修订再版，在他于1836年去世后，仍有学者做大量补充修订：
- 1809年，第1版
- 1817-1826年，第2版
- 1827年，第3版
- 1836年，第4版 [4]
- 1841-1843年，第5版[7]
- 1852年，第6版[8]

## 遗产
新加坡最早竣工的灯塔白礁霍斯堡灯塔以他为名。:33